# سلسلة (الباب)
سلسلة  قرية سوريّة تتبع إداريّاً لمحافظة حلب منطقة الباب ناحية الراعي، بلغ تعداد سكانها 119 نسمة حسب التعداد السكاني لعام 2004.